# طوكيو سكا باراديس أورشيسترا

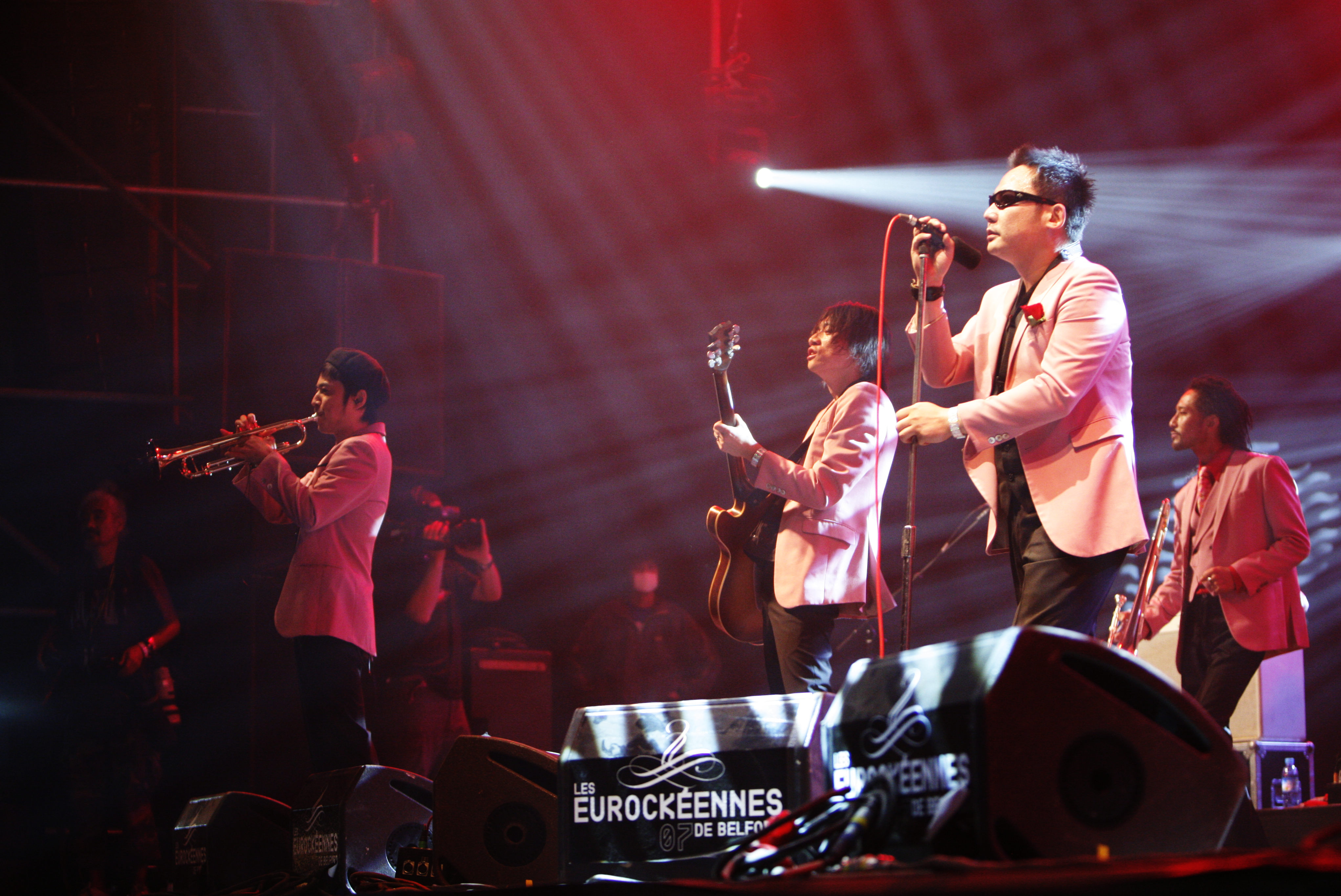
فرقة طوكيو سكا باراديس أورشيسترا في إحدى الحفلات الغنائية سنة 2007م

طوكيو سكا باراديس أورشيسترا (بالإنجليزية: Tokyo Ska Paradise Orchestra)‏ (باليابانية: 東京スカパラダイスオーケストラ)، هي فرقة غنائية يابانية يختصر بـ سكابارا (Skapara) أو يرمز بـ تي إس بي أو (TSPO)، انشأ مجمعاً غنائياً متعدد الأشخاص منذ عام 1985م.